# Pleidae
Pleidae es una familia de insectos acuáticos en el orden Hemiptera (infraorden Nepomorpha), son llamados "nadadores de espalda pigmeos". Existen 57 especies descriptas organizadas en tres géneros, los miembros de esta familia habitan por todo el mundo excepto las regiones polares y las islas oceánicas remotas.
Pleidae pertenece a Tripartita que contiene  los linajes más avanzados de Nepomorpa, y se encuentra muy relacionada con Notonectidae, y próximas a Helotrephidae, otra familia de pequeños Nepomorpha, los cuales por lo general nadan de espalda y al igual que Pleidae, poseen un órgano sensorial en el centro del clipeo. Ambos nadadores pigmeos de espalda están unidos con Helotrephidae en la superfamilia Pleoidea, o estos dos y los verdaderos nadadores de espalda se encuentran en una única superfamilia Notonectoidea.

## Descripción
Estos pequeños hemípteros miden 2 a 3 mm de largo y generalmente son color marrón claro. Su cuerpo es ovalado, regordete, con una espalda cóncava. Sus ojos compuestos son grandes y los ocelos son vestigiales, como en otros Nepomorpha. Poseen antenas cortas y débiles que generalmente llevan adosadas próximas a la cabeza. Las antenas son más cortas que la cabeza y se componen de tres segmentos.
El escutelo es pequeño y triangular. Las alas son reducidas en algunas especies no voladoras, pero normalmente están desarrollan en la mayoría; a causa de sus cuerpos compactos, rotundos y generalmente alas cortas, incluso aquellos con alas bien desarrolladas vuelan débilmente en el mejor de los casos. En general, los Pleidae pueden considerarse como un grupo no volador efectivo cuando se trata de biogeografía y dispersión en un nuevo hábitat.